# Mamelon
Mamelon sau papilă mamară, sfârc, gurgui (lat. papilla mammae), reprezintă o proeminență tegumentară de formă cilindrică sau conică turtită, rotunjită la vârf și baza mai largă, situată în centrul areolei mamare ale sânului. Pielea mamelonului, la fel ca și a areolei, este pigmentată, deosebindu-se de restul pielii ale sânului. Areola mamară reprezintă zona intens pigmentată din jurul mamelonului, cu diametrul de 4-5 cm.

## Morfologie și anatomie

Dimensiunea areolei umane

Dimensiunile mamelonului sunt variabile în funcție de vârstă, starea fiziologică, particularități individuale, fiind exprimat cel mai bine la femeile care au alăptat. La fetele virgine de vârstă fertilă mamelonul este mai mic comparativ cu femeile care născuse, ajungând până la 15 mm în înălțime. De regulă, la femeile care nu au născut, și în afara sarcinii, mamelonul are o lungime de 10-12 mm și o lățime de 8-10 mm.
Din punct de vedere histologic, mamelonul este alcătuit din: țesut conjunctiv dens, fibre elastice, vase sanguine și numeroși receptori tactili.
Tegumentul mamelonului are o suprafață rugoasă, neregulată, cu numeroase creste și depresiuni mici. În vârful mamelonului, tegumentul manifestă întreruperi în locul de deschidere a canalelor galactofore, în total, numărând 10-25 orificii mici, numite pori galactofori.
La nivelului mamelonului, dar și a areolei, pielea este lipsită de foliculi piloși și glande sudoripare, posedă numai glande sebacee.
Mușchiul mamelonar, alcătuit din fibre verticale și orizontale, se prelungește în fibrele mușchiului areolar. Astfel, în regiunea areolo-mamelonară, sub tegument, fibrele musculare orizontale dispuse perpendicular pe direcția canalelor galactofore formează o placă ciuruită de orificii. Prin această placă trec porțiunile terminale ale ductelor lactifere, formând un sfincter în jurul orificiilor. Placa reprezintă fibrele musculare netede, constituit din fibre orizontale și verticale, denumită mușchi areolar. În timp ce fibrele musculare orizontale sunt dispuse perpendicular pe direcția canalelor galactofore,  fibrele verticale, centrale, sunt orientate de la bază spre vârful mamelonului.

## Fiziologie

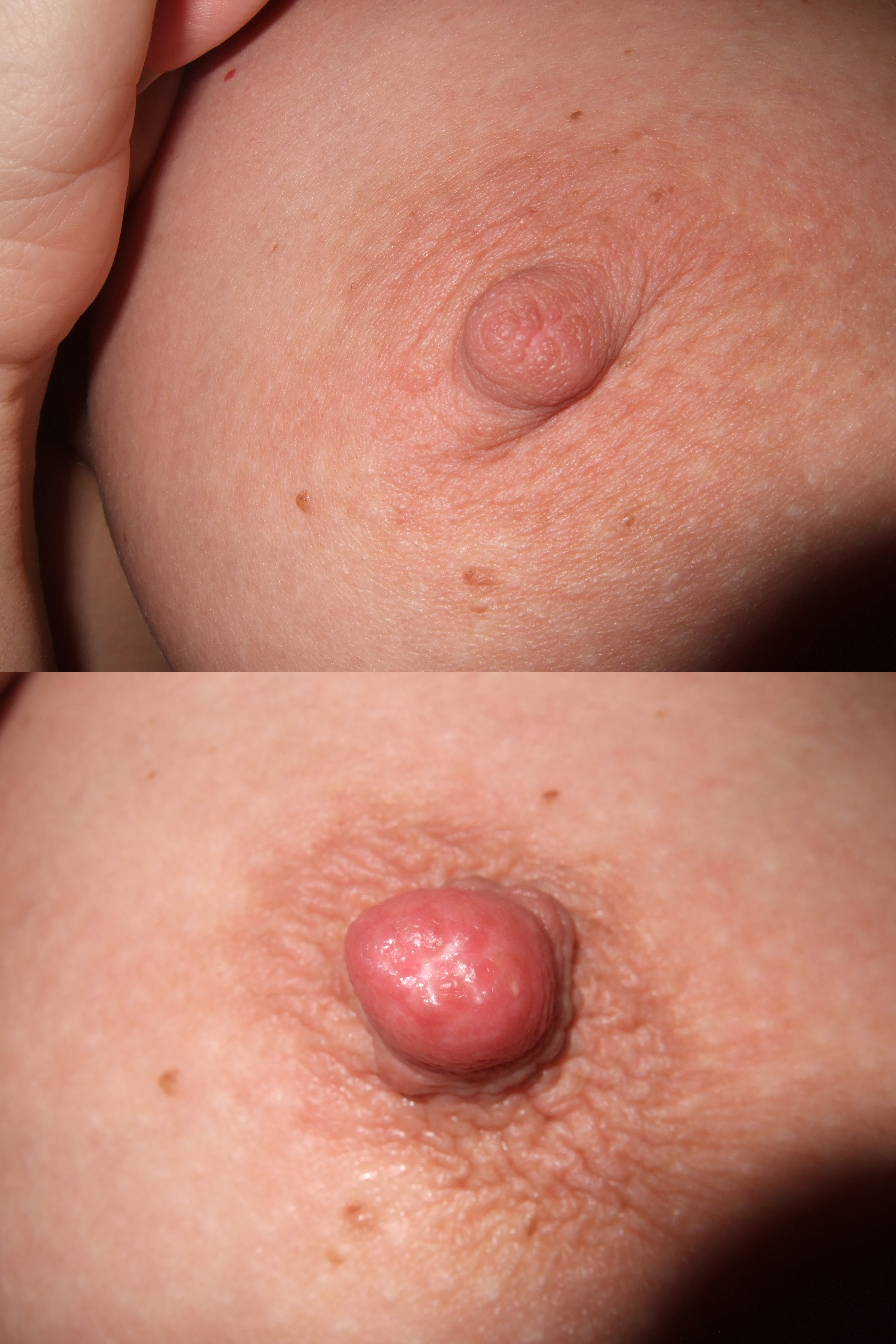
Sus: Mamelon și areolă mamară în stare relaxată.
Jos: Mamelon erect și areolă mamară cutată ca urmare a excitației

### Sarcina
În perioada sarcinii, pigmentația mamelonului poate să se intensifice considerabil, devenind mai închis la culoare, se multiplică numărului și dimensiunilor glandelor lubricante ale areolei mamare. De asemenea, în rezultatul sporirii în dimensiunii și a turgescenței sânilor, are loc alungirea și lărgirea mamelonului.

### Alăptarea
La nivelul mamelonului există numeroși corpusculi senzitivi, care favorizează eliminarea laptelui matern prin porii galactofori. Stimularea mamelonului prin contactul copilului cu mama excită receptorii tactili care transmit semnalul nervos reflex către hipotalamusul, inducând sinteza oxitocinei. Sub acțiunea acestui hormon se intensifică ejecția laptelui, prin contracția celulelor mioepiteliale din canalele galactofore. În același timp, impulsurile nervoase transmise de la nivelul mamelonului în timpul suptului către hipotalamus contribuie la eliminarea crescută a prolactinaei, de 10-20 ori, care menține secreția laptelui pe întreaga perioadă a alăptării (timp de câțiva ani).
În plus, oxitocina eliminată în timpul alăptării, după naștere, intensifică contracția mușchilor uterini facilitând separarea placentei de peretele uterin.

### Excitația sexuală
Mameloanele reprezintă structuri foarte sensibile, datorită abundenței a terminațiilor nervoase, comparativ cu pielea ce acoperă restul sânului. La excitarea sexuală, prin atingerea sau sărut, se produce contracția fibrelor musculare netede radiare și circulare care pliază pielea areolei, provocând erecția mamelonului. Un studiu din 2011, realizat de Barry Komisaruk de la Universitatea Rutgers arată că semnalele nervoase ale excitației de la mameloane sunt transmise în aceeași regiune a cortexului senzitiv al creierului, unde sunt direcționate și senzațiile provenite de la vagin, clitoris și colul uterin.

## Malformații

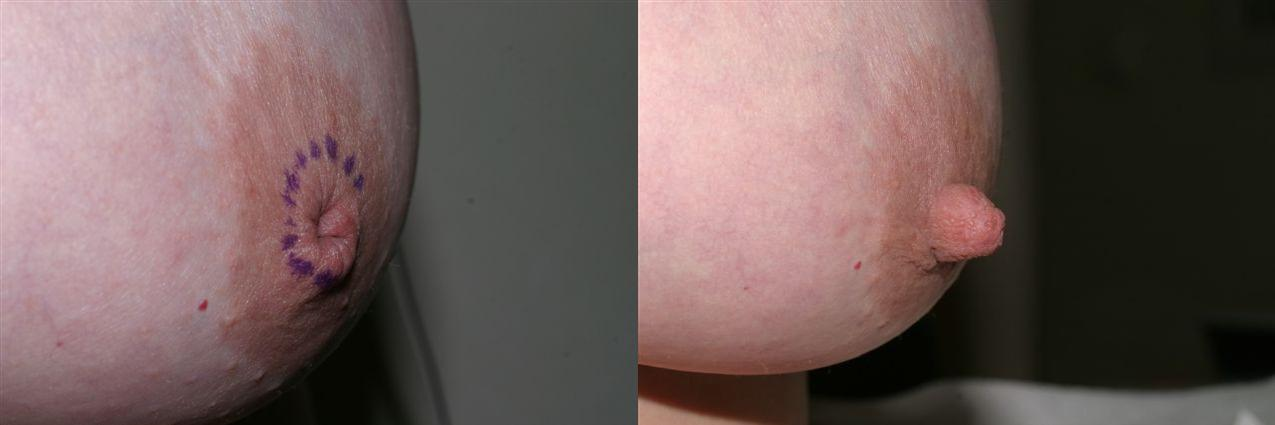
Mamelon inversat: înainte (stânga) și după (dreapta) operație

- Atelie ― absența congenitală (înnăscută) a mamelonului.
- Politelie (Mamelon accesoriu, supranumerar)  ―  prezența mai multor mameloane de-a lungul crestelor mamare.
- Mamelon scurt ― creează probleme prin îngreunarea alăptării sau duce la imposibilitate completă de a alăpta pruncul.
- Mamelon ombilicat; invaginat (inversat, introvert) ― cufundarea mamelonului în depresiunea areolară, creează probleme prin îngreunarea alăptării sau duce la imposibilitate completă de a alăpta pruncul.

## Legături extern
- Cunoașterea sânului. Căutarea modificărilor Arhivat în 15 iunie 2021, la Wayback Machine.. Belfast: Agenția pentru Sănătate Publică.